# Peptidyl-prolyl cis-trans izomeráza
Peptidyl-prolyl cis-trans izomeráza (zkráceně peptidyl-prolyl izomeráza, prolyl izomeráza či PPIáza) je označení pro enzym, který katalyzuje cis/trans přechod peptidové vazby prolinu v bílkovinných řetězcích. Tento enzym je důležitý např. pro biosyntézu kolagenu v endoplazmatickém retikulu. Cis a trans vazby se na vazbě X–Pro (kde X je jakýkoliv aminokyselina) tvoří víceméně náhodně, jenže pro správné uspořádání kolagenových fibril je nutná trans vazba. Vznik trans vazby je potřeba urychlit, aby se skládání kolagenu nezdržovalo.